# 야마가타 교헤이
야마가타 교헤이(일본어: 山形 恭平, 1981년 9월 7일 ~ )는 일본의 전 축구 선수이다.

## 구단 경력
과거 산프레체 히로시마, 아비스파 후쿠오카, V-파렌 나가사키에서 활동하였다.